# Moselle TV
Moselle TV (anciennement Mirabelle TV puis ViàMirabelle et ViàMoselle TV) est une chaîne de télévision locale de Moselle diffusée sur le canal 33 de la TNT.

## Histoire
Moselle TV est entrée dans le paysage audiovisuel lorrain le 23 février 2010, date à laquelle la nouvelle chaîne territoriale a fait l’objet d’une présélection du Conseil supérieur de l'audiovisuel pour devenir la télévision locale en mode numérique terrestre sur le bassin mosellan. Son siège est basé à Longeville-lès-Metz, dans la tribune sud-ouest du stade Saint-Symphorien.
La chaîne est diffusée en clair, sur le canal 33 de la TNT à temps complet et disponible sur les zones de Metz, Thionville, Forbach, Sarrebourg et anciennement Longwy et Verdun. La grille des programmes est centrée sur l'information et le service : actualités, convivialité, vie pratique, sport et découvertes, y compris au-delà des frontières.
En juillet 2018, la chaîne a annoncé qu'elle rejoindra le nouveau réseau de télévision locale présidé par Christophe Musset : le réseau Vià. Mirabelle TV est rebaptisée ViàMirabelle le 3 septembre 2018.
Le 10 juillet 2020, la chaîne est renommée ViàMoselle TV afin d'officialiser son recentrage éditorial sur le département.
Le 9 juillet 2021, la chaîne est renommée Moselle TV à la suite de son départ du réseau Vià, le 20 juin 2021.
Le 1er juin 2022, le CSA a renouvelé l'autorisation d'émettre sur les zones de Metz, Forbach et Sarrebourg en haute définition, se défaussant en outre de ses fréquences hors de la Moselle devenues inactives depuis février 2022.
Le 11 juillet 2022, la chaîne quitte ses locaux historiques de Woippy pour emménager au cœur du stade Saint-Symphorien, dans la tribune sud-ouest. Ces locaux, neufs en raison de la modernisation du stade, rassemblent bureaux, espaces techniques et plateaux d'enregistrement.
En 2024, la chaîne offre un focus particulier sur les Jeux Olympiques de Paris 2024, à travers une émission "Le Parcours de la Flamme" présentée par Stéphane Molliens à travers les différents territoires labellisés Terre de Jeux en Moselle. Une journée spéciale avec douze heures d'émission en direct est également proposée aux spectateurs le 27 juin à l'occasion de la traversée du département par la flamme Olympique, le tout en compagnie d'invités d'exception en lien avec le monde du sport. En outre, Moselle TV était présente tout au long de la compétition à la zone de célébrations d'Amnéville, ainsi qu'à Paris. Une présence qui s'est traduite par de nombreux articles et reportages.
En 2025, Moselle TV soufflera ses 15 bougies et plusieurs temps forts sont attendus.

## Identité visuelle

Logo de Mirabelle TV du 23 février 2010 au 2 septembre 2018.
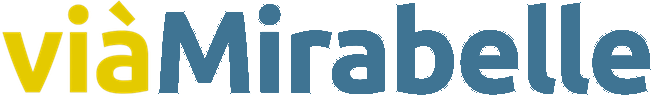
Logo de ViàMirabelle du 3 septembre 2018 au 9 juillet 2020.
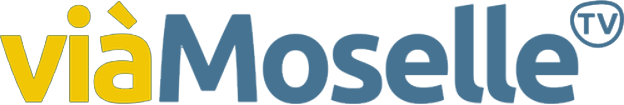
Logo de ViàMoselle TV du 10 juillet 2020 au 8 juillet 2021.
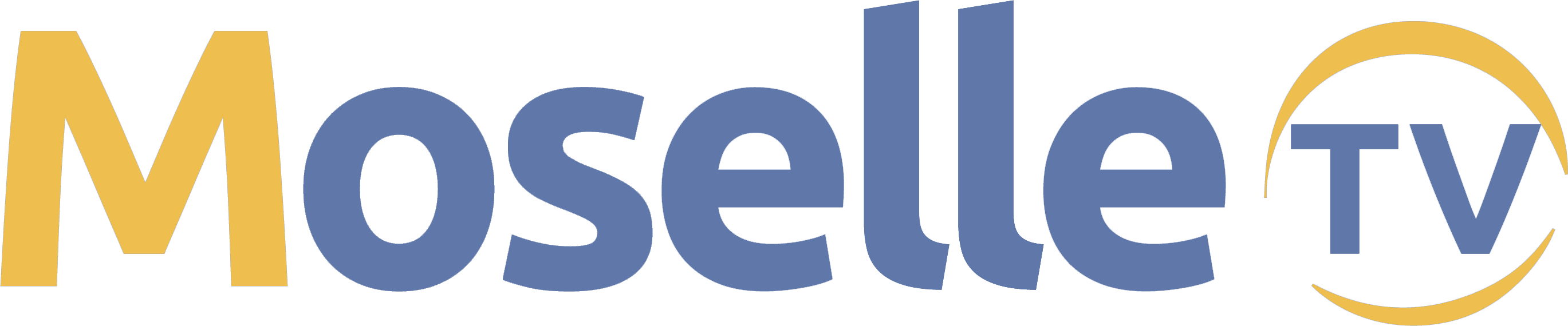
Logo de Moselle TV du 9 juillet 2021 à 2023.
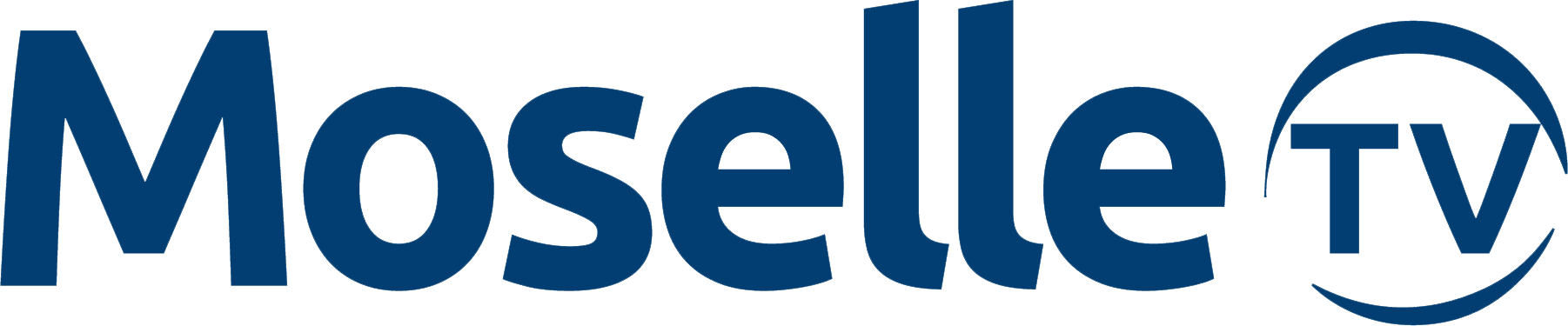
Logo de Moselle TV depuis 2023.

## Capital
La société anonyme d'économie mixte à conseil d'administration « Moselle T.V. » a pour actionnaire principal le Syndicat mixte numérique pour la communication audiovisuelle (SMNCA), qui regroupe les collectivités locales mosellanes (Conseil départemental de la Moselle, Communauté d'agglomération Sarreguemines Confluences, Communauté de communes de Sarrebourg - Moselle Sud et les communes d'Hayange, Jouy-aux-Arches, Juville, Marly, Nitting, Verdun et Woippy). Au 25 janvier 2022, le reste du capital se divise comme suit :
- Ville de Metz (14,29 %)
- Eurométropole de Metz (14,29 %)
- Banque fédérative du Crédit Mutuel (7,62 %)
- Banque CIC Est (4,76 %)
- Open de Moselle (4,76 %)
- Le Républicain Lorrain (1,90 %)

D'autres sociétés et organisations ont des participations de moins de 1 %.

## Audience
- Le record historique de la chaine est un pic d'audience de 150 000 téléspectateurs pour le match de football opposant FC Metz à l' Union sportive Boulogne Côte d'Opale[8].

- La chaîne attire régulièrement environ 50 000 téléspectateurs pour les matchs de championnat de handball[8].
- La chaine a enregistré une audience de 75 000 téléspectateurs lors du match de handball opposant Handbal Club Zalău à Metz handball[8].

## Diffusion
Depuis le 23 février 2010, Moselle TV est diffusée sur le canal 33 de la TNT gratuite et est aussi présente sur SFR/Numéricable. Elle couvrait un bassin hertzien de population de 3,8 millions d'habitants jusqu'en février 2022. Avec l'arrêt de sa diffusion depuis Verdun et Longwy, son aire de diffusion a été resserrée à une couverture estimée à environ 2,5 millions d'habitants.
Par ailleurs, la chaîne est diffusée dans la France entière :
- sur le canal 351 de la TV d'Orange,
- sur le canal 352 du bouquet Bbox,
- sur le canal 920 du bouquet Freebox TV,
- sur le canal 506 du bouquet SFR TV,

ainsi que sur le canal 126 du bouquet luxembourgeois P&T Luxembourg.
La chaîne est aussi disponible en direct sur son site internet et sur ses applications mobiles (iOS et Android).

## Émissions
Pour sa saison 2024/2025, Moselle TV propose à minima 1h30 de nouveaux contenus par jour et produit : 
- Moselle Info, du lundi au vendredi, le journal de l'actualité en Moselle présenté par Uranie Tosic et Jean Milon
- Graoully Mag', les lundis et jeudis, l'actualité du FC Metz sous le regard d'Emeric Guillaume et ses chroniqueurs
- Sportivement Vôtre, les mardis, le focus sur les champions et championnes du territoire, présenté par Julie Druot
- I comme Immo, magazine mensuel traitant du marché de l'immobilier mosellan, présenté par Jérôme Bergerot et Stéphane Getto
- S comme Santé, magazine mensuel traitant de l'actualité médicale, présentée par Uranie Tosic et Marjorie Beurton
- La Boite à M'Alice, qui met la culture locale en valeur tous les mercredis. Une émission présentée par Alicia Hiblot
- Entre Nous, un retour sur le parcours de vie d'une personnalité mosellane, avec Elisa Wittische
- Le Face à la Presse, qui remet le grand entretien au centre des considérations en compagnie de Jérôme Bergerot et ses chroniqueurs issus de la presse locale
- Dragonnes Mag', les vendredis, la seule émission hebdomadaire sur le handball féminin en France, consacrée à Metz Handball, présenté par Matthieu Henkinet.
- Bon WeekEnd, les vendredis, est l'émission qui donne à la fin de semaine une saveur de fête, présentée par Tim Girard.
- L'Instant Déko, les vendredis, vous donne les bonnes astuces décoration et rénovation avec Lorène K.
- Recettes Gourmandes, un focus sur la gastronomie en Moselle présentée par Renée-Anne, en compagnie d'un nouveau chef chaque semaine
- Passion Patrimoine, une émission consacrée à l'histoire et au patrimoine de la Moselle présentée par Tim Girard
- Zik d'Ici, des clips et de la musique live dans un focus sur des artistes émergents en compagnie d'Alicia Hiblot
- Objectif Moselle, la grande course, jeu télévisé

Par ailleurs, la chaîne diffuse diverses émissions produites hors de ses murs (A Feu Doux, Sur ma Route, 123 Musette, 123 Dansez...) et réalise diverses captations sportives au fil de la saison (Metz Handball, TFOC Volley Ball, Sarrebourg Moselle Sud Handball, matchs amicaux du FC Metz, Metz Canonniers...)

### Quelques anciennes émissions
- Le Rendez-vous Eco / Show Industrie l'Émission, qui mettait en avant l'actualité économique et industrielle mosellane présentée par Jean Milon
- Les Chroniques du Rock, magazine mensuel consacré à la musique et au rock, présenté par Marc Muller, Raffael Marseglia et Jean-Christophe Furgoni
- Pixel Perfect, l'émission de la pop culture et des univers geek, qui était présenté par Jonathan Vaucher